# Ази-Асланов (посёлок)
Ази-Асланов (азерб. Həzi Aslanov) — посёлок в Караязинском административно-территориальном округе Акстафинского района Азербайджана.

## Этимология
До 1966 года поселок именовался поселком при Акстафинском плодопитомнике, а позже ему было присвоено имя дважды Героя Советского Союза Ази Агад оглы Асланова.

## История
Согласно административному делению 1961 года посёлок Ази-Асланов входил в Муганлинский сельсовет Казахского района Азербайджанской ССР, но в конце 1960-х передан в состав Кечвеллинского сельсовета.
24 апреля 1990 года посёлок передан в состав новообразованного Акстафинского района.
В 1999 году в Азербайджане была проведена административная реформа и внутри Кечвеллинский административно-территориального округа был учрежден Кечвеллинский муниципалитет Акстафинского района. В 2004 году из состава Кечвеллинского АТО выделен новый, Караязинский, в который и вошел поселок.

## География
Ази-Асланов расположен на берегу реки Кура.
Посёлок находится в 5 км от центра муниципалитета Караязы, в 46 км от райцентра Акстафа и в 492 км от Баку. Ближайшая железнодорожная станция — Союкбулак.
Посёлок находится на высоте 239 метров над уровнем моря.

## Население
| Численность населения | Численность населения |
| 1999                  | 2009                  |
| --------------------- | --------------------- |
| 467                   | ↘196                  |

Население преимущественно занимается растениеводством.

## Климат
| Показатель | Янв. | Фев. | Март | Апр. | Май  | Июнь | Июль | Авг. | Сен. | Окт. | Нояб. | Дек. | Год  |
| --- | ---- | ---- | ---- | ---- | ---- | ---- | ---- | ---- | ---- | ---- | ----- | ---- | ---- |
| Средний суточный максимум, °C | 6,6  | 8,1  | 12,9 | 20,0 | 25,3 | 29,2 | 32,6 | 31,9 | 27,4 | 20,7 | 13,8  | 8,5  | 19,2 |
| Средняя температура, °C | 2,4  | 3,7  | 7,8  | 14,0 | 19,2 | 23,1 | 26,4 | 25,8 | 21,5 | 15,2 | 9,3   | 4,3  | 14,4 |
| Средний суточный минимум, °C | −1,8 | −0,7 | 2,8  | 8,1  | 13,1 | 17,0 | 20,3 | 19,7 | 15,7 | 9,8  | 4,8   | 0,2  | 9,6  |
| Норма осадков, мм | 21   | 28   | 31   | 42   | 67   | 62   | 35   | 35   | 31   | 39   | 30    | 19   | 440  |
| Источник: https://ru.climate-data.org/%d0%b0%d0%b7%d0%b8%d1%8f/%d0%b0%d0%b7%d0%b5%d1%80%d0%b1%d0%b0%d0%b8%d0%b4%d0%b6%d0%b0%d0%bd/%d0%b0%d0%ba%d1%81%d1%82%d0%b0%d1%84%d0%b8%d0%bd%d1%81%d0%ba%d0%b8%d0%b8-%d1%80%d0%b0%d0%b8%d0%be%d0%bd/koecv%c9%99lili-1053255/ |      |      |      |      |      |      |      |      |      |      |       |      |      |

Среднегодовая температура воздуха в посёлке составляет +14,4 °C. В посёлке субтропический океанический климат.

## Инфраструктура
В советское время в посёлке располагался плодопитомник.
В селе расположены начальная школа, дом культуры, библиотека, медицинский пункт, детский ясли-сад.